# Анно Норіко
Анно Норіко  (яп. 阿武 教子, 23 травня 1976) — японська дзюдоїстка, олімпійська чемпіонка, чотириразова чемпіонка світу.

## Виступи на Олімпіадах
| Олімпіада    | Дисципліна           | Місце |
| ------------ | -------------------- | ----- |
| Атланта 1996 | важка категорія      | 18T   |
| Сідней 2000  | напівважка категорія | AC    |
| Афіни 2004   | напівважка категорія | 1     |